# Дуже іспанське кіно
Дуже іспанське кіно (англ. Spanish Movie) — іспанський фільм-пародія режисера Хав'єра Руїса і сценариста Пако Кабезаса. Фільм пародіює успішні іспанські фільми жахів та драми: Інші, Притулок, Море всередині, Капітан Алатрісте, Лабіринт Фавна, Відкрий очі, Понеділки на сонці, Повернення, Репортаж і Старим тут не місце.
Виробництво почалось 23 лютого 2009 року в Барселоні, прем'єра відбулась 4 грудня того ж року.

## Сюжет
Раміра (Александра Хіменез) отримала роботу в будинку Лаури (Сільвія Абріл), вона була нянею для дітей: Симеона і Офендії(Оскар Лара і Лайя Алда). Раміра вбиває дитину (Симеона) тому що вона вивела його на вулицю, у хлопчика була хвороба фотодерматит. Жінка пробує приховати правду про смерть сина і всіляко обманює Лауру.

## Герої та Актори
| Актор              | Роль           |
| ------------------ | -------------- |
| Александра Хіменес | Раміра         |
| Сільвія Абріл      | Лаура          |
| Лайя Алда          | Офендія        |
| Оскар Лара         | Семеон         |
| Едуардо Гомез      | Дієго          |
| Луіс Захера        | Антоніо        |
| Летісія Долера     | Репортер       |
| Фернандо Хіл       | Бармен         |
| Леслі Нільсен      | Доктор Нільсен |